# Веремійчук Роман Анатолійович
Рома́н Анато́лійович Веремійчу́к (нар. 4 листопада 1987 — 11 серпня 2014) — солдат Збройних сил України, учасник російсько-української війни.

## Життєвий шлях
Народився 1987 року в селі Орепи (Новоград-Волинський район, Житомирська область). Закінчив школу; 2008-го Грицівське ВПУ-38, спеціальність — механізація сільського господарства. Батько помер 2011 року.
Мобілізований 11 березня 2014-го, радіотелефоніст, 30-та окрема механізована бригада.
Зник безвісти після боїв поблизу села Степанівка після обстрілу з БМ-21 «Град» і танків КП бригади в районі села Степанівка (Шахтарський район). Тоді полягли Даніл Кіріллов, Сергій Майборода, Іван Олійник та Вадим Пашковський. Військовиків раптовий вибух застав у підвалі; їх накрило камінням, усе запалало. Полум'я дуже довго намагались загасити, і лише потім почали витягувати тіла.
До грудня 2014 року перебував у списках полонених. Вважався зниклим безвісти. Упізнаний за експертизою ДНК.
Похований в селі Орепи 17 вересня 2015-го з усіма військовими почестями.
Без Романа лишилися мама Людмила Павлівна Веремійчук — 25 років відпрацювала в колгоспі, сестра Майя.

## Нагороди та вшанування
За особисту мужність і героїзм, виявлені у захисті державного суверенітету та територіальної цілісності України, вірність військовій присязі під час російсько-української війни, відзначений — нагороджений
- орденом «За мужність» III ступеня (15.5.2015, посмертно)
- 21 січня 2016 року в Грицівському ВПУ-38 відкрито меморіальні дошки Михайлові Балюку та Романові Веремійчуку
- його портрет розміщений на меморіалі «Стіна пам'яті полеглих за Україну» в Києві: секція 2, ряд 2, місце 28
- вшановується 11 серпня на щоденному ранковому церемоніалі вшанування захисників України, які загинули цього дня в різні роки внаслідок російської збройної агресії.[1].